# ミニ政党
ミニ政党（ミニせいとう）とは、規模の小さな政党のこと。

## 日本のミニ政党
ミニ政党とは、一般的に少数の国会議員を有する政党及び所属国会議員のいない政党・政治団体のことを指す。また、法律上の政党要件（1994年に制定された）を満たさない政治団体のみを指すこともある。これらの政党・政治団体は報道などで諸派（しょは）と総称される。

### 参議院議員選挙
1983年、第13回参院選より全国区に代わって政党名のみを記載して投票する「比例代表選出議員選挙」を取り入れるようになった。このため、比例区に出馬するには政党の形を取らなければならなくなった（制度上は確認団体）。そこで、これまで無所属で全国区に出馬していた候補などにより、ミニ政党といわれる小規模の政党・政治団体が相次いで結成され、候補を立てて話題になった。この選挙で2議席を獲得したサラリーマン新党を筆頭に、第二院クラブ、福祉党、MPD・平和と民主運動、無党派市民連合、雑民党、教育党、地球維新党、UFO党・日本世直し党などがある。右翼団体や左翼団体・市民団体の一部もミニ政党として候補を立てたが、議会活動は視野に入れていない団体が多く、大多数の団体は候補を擁立していない。
- 1986年の第14回参院選では、サラリーマン新党、第二院クラブ、税金党などが議席を得た。
- 1989年の第15回参院選では、比例区に史上最多の40政党が候補を立て、ミニ政党では第二院クラブ、税金党、スポーツ平和党などが議席を得た。
- 1992年の第16回参院選では、現職政治家を含まず結成された日本新党が4議席を獲得した。同党はその後も地方議会選挙や衆院選で数十人の当選例を重ね、ミニ政党の扱いは受けなくなる。

しかし、1986年、1995年の選挙と相次いで供託金が引き上げられた。加えて1995年には確認団体に認められていた無料広告に「得票率が1%を切った場合は実費負担」の制限が付いたのをきっかけに、ミニ政党の立候補が激減。特に無料広告の事実上の廃止は新興勢力への負担が重い。その後、既成政党系でない勢力が比例区で議席を獲得するのは1992年参院選のスポーツ平和党を最後にしばらく途絶える（2019年のNHKから国民を守る党まで）。
2004年の参院選比例区に、5大政党（自民・民主・公明・共産・社民）以外の政党（正確には政治団体）で候補を擁立したのはわずか3つだけ（みどりの会議、女性党、維新政党・新風。他に選挙区のみで世界経済共同体党、いずれも当選なし）となった。
自民党から分かれた保守党、国民新党は参議院選挙の獲得議席はミニ政党並みだったが、衆議院選挙では所属議員個人の力である程度の議席を得ていた。また社会民主党は議席を減らし続けミニ政党化した。
2007年参院選で新党日本が議席を獲得した。
2019年の参院選においては、れいわ新選組、NHKから国民を守る党(現・みんなでつくる党)の2つの政治団体が比例代表で議席を獲得した。それぞれ比例、選挙区で2%を獲得したことにより、要件を満たした政党となる。
続く2022年の参院選においても、参政党が比例代表で議席を獲得し、比例、選挙区のそれぞれで2%を超える得票を獲得したため、要件を満たした政党となった。
続く2025年の参院選においては、チームみらいが比例代表で議席を獲得し、比例、選挙区のそれぞれで2%を超える得票を獲得したため、要件を満たした政党となった。
また、地域政党では、沖縄社会大衆党が参議院に議席を有している。沖縄社大党は過去複数回議席を獲得したことがあるが、全国政党化を目指しておらず、扱いは一貫して諸派である。

### 衆議院議員選挙
55年体制の時代はミニ政党が候補を立てても、議席を得た例はほとんど無い。戦後長く用いられた都道府県を基礎とする中選挙区制は基本的にミニ政党には不利な制度であった。例外的なものとして社会民主連合が衆議院最大4議席の小勢力ながら15年間国会に勢力を維持したことがあった。中選挙区制時代には衆院選でも確認団体制度が存在し、日本労働党、雑民党、国民党などが確認団体となっている。
55年体制の崩壊により新党ブームが発生。ただし大半が既成政党から分かれたものであり、議席を得た例でも、ほとんどがほどなく大政党に吸収されている。たとえば自由連合は、創立者の徳田虎雄が自由民主党へ一度は入党したが、日本医師会の意向で追放されたのちに結成されたいきさつもあり、虎雄の引退後もほぼ個人政党となって存続していた。虎雄の息子である徳田毅が一度は党代表を継いだが、その後自由民主党へ入党した。
1996年の小選挙区制導入後は確認団体制度が廃止され、ミニ政党の立候補そのものが極めて困難となった。そのため、平成時代後半は新党結成に際しても、全くの新規参入は少なくなり、既成の国会議員を引き入れ、政党要件である5人の国会議員を確保して結党する例が多く見られた（初代日本維新の会など）。
令和時代に入り、れいわ新選組、参政党、日本保守党といった現職・元国会議員が比較的少ない新興勢力が議席を獲得するようになった。またNHKから国民を守る党→みんなでつくる党の場合は衆議院選挙では議席を獲得できなかったものの、丸山穂高の入党により議席自体は存在した。
衆議院に小選挙区比例代表並立制が導入されて以降に、政党助成法上の政党要件を満たしていない政治団体が比例区に立候補した例としては、以下の通り。
| 回次                                                                                   | ブロック                                                                                 | 政治団体名                           |
| -------------------------------------------------------------------------------------- | ---------------------------------------------------------------------------------------- | ------------------------------------ |
| 2000年の第42回衆院選                                                                   | 東京ブロック                                                                             | 社会党（現在の社会民主党とは無関係） |
| 2005年の第44回衆院選・2009年の第45回衆院選・2017年の第47回衆院選                       | 北海道ブロック                                                                           | 新党大地                             |
| 2009年の第45回衆院選・2012年の第46回衆院選・2014年の第47回衆院選・2017年の第48回衆院選 | 全11ブロック                                                                             | 幸福実現党                           |
| 2009年の第45回衆院選                                                                   | 北海道ブロック                                                                           | 新党本質                             |
| 2014年の第47回衆院選、2021年の第49回衆院選                                             | 北海道ブロック                                                                           | 支持政党なし                         |
| 2017年の第48回衆院選                                                                   | 東京ブロック                                                                             | 支持政党なし                         |
| 2021年の第49回衆院選                                                                   | 東京ブロック                                                                             | 日本第一党                           |
| 2021年の第49回衆院選                                                                   | 東京ブロック                                                                             | 新党やまと                           |
| 2021年の第49回衆院選                                                                   | 東京ブロック                                                                             | 政権交代によるコロナ対策強化新党     |
| 2024年の第50回衆院選                                                                   | 北海道ブロック                                                                           | 安楽死制度を考える会                 |
| 2024年の第50回衆院選                                                                   | 北海道ブロック、北関東ブロック、南関東ブロック、東京ブロック、東海ブロック、近畿ブロック | 日本保守党                           |

現在のところ選挙前に政党要件を満たさない政治団体でありながら衆議院の比例区で議席を獲得したのは、新党大地と日本保守党のみとなっている。

## 欧米のミニ政党

### ドイツ
ドイツでは連邦議会および各州の議会に5%阻止条項があるため、これを乗り越えられない政党はミニ政党（Kleinpartei）として扱われる。

### アメリカ
アメリカでは民主党、共和党の二大政党制が確立しているため、それ以外のミニ政党は第三党と呼ばれる。連邦議会はいずれかの二大政党所属議員が大多数を占める「多数党」（Majority）と「少数党」（Minority）の2会派で構成され、第三党所属議員もどちらかの会派に加わらなければ十分に院内活動が行えない。また公営予備選挙が二大政党にのみ提供される州も多く、大手マスメディアの討論会も通常は二大政党の候補のみで行われる。このように第三党での活動には障害が多い一方で、人気と資金の獲得能力さえあれば二大政党の予備選挙への参入は容易であるため、政治家が二大政党に集約される傾向がある。
なお、二大政党以外の地域政党が特定の州において一定の勢力を維持し続けることはある（バーモント進歩党）。また、地域政党が二大政党の州組織と合併し、二大政党の系列に属する地域政党となることもある（ミネソタ民主農民労働党、ノースダコタ民主＝無党派連盟党）。1968年アメリカ合衆国大統領選挙では民主党が分裂し、アメリカ独立党が五つの州で共和党・民主党を破って1位になり選挙人46人獲得しているが、支持層がもう一方の二大政党である共和党に吸収されるなどしてその後の活動は低調であり、州をまたぐ第三党が勢力を維持することは難しい。

## 韓国のミニ政党
韓国では2020年の総選挙から新たな準連動型比例代表制が導入され、小選挙区の獲得議席が少ない政党に、比例代表の得票率に応じて30議席を配分する制度が導入された。この制度は多様な民意を国政に反映させる目的で導入されたが、未来統合党が比例代表の議席を拡大するためミニ政党「未来韓国党」を設立し、共に民主党もミニ政党の「共に市民党」を結党した。選挙の結果、ミニ政党「未来韓国党」とミニ政党の「共に市民党」が比例議席の8割近い36議席を獲得したが、多数党によって結成されたミニ政党であり京郷新聞などから批判を受けた。